# Talbotia (vlinders)
Talbotia is een geslacht van vlinders uit de familie Pieridae (witjes).
Talbotia werd in 1958 beschreven door Bernardi.

## Soort
Talbotia omvat de volgende soort:
- Talbotia naganum (Moore, 1884)